# Chico Bento
Chico Bento é o personagem principal da Turma do Chico Bento, criada pelo cartunista brasileiro Mauricio de Sousa. Chico foi criado em 1961, inspirado em um morador da cidade de Santa Isabel , apelidado de João galinha e amigo de Mauricio, morador de Santa Isabel, Região Metropolitana de São Paulo, cidade natal de Mauricio de Sousa. Estreou em 1963, como coadjuvante das tirinhas dos personagens Hiroshi e Zezinho (que passaram a ser chamados Hiro e Zé da Roça), mas acabou se tornando o protagonista daquele universo. A primeira revista própria foi lançada em 26 de agosto de 1982.

## Personalidade
Chico Bento é retratado como preguiçoso, trabalhador, aventureiro, carismático, esforçado e divertido, pois vive dormindo, vai pescar com seus amigos, rouba as goiabas do Nhô Lau, vive namorando a Rosinha, mas ajuda o pai fazendo muitas das atividades do sítio. Chico Bento tem uma inteligência  média de 50% e na maioria das vezes, tira 0 nas provas, mas algumas vezes tira 10. Chico Bento, às vezes, esquece os compromissos e é meio descuidado, o que faz a Rosinha ficar aborrecida, ou quando faz o Nhô Bento e a Dona Cotinha o levarem ao médico.

## Descrição
Chico é um típico caipira brasileiro. Anda descalço e usa chapéu de palha. Ele adora pescar com o pai e com os amigos. Chico mora com os seus  pais, Seu Bento e Dona Cotinha, em um sítio nas cercanias da fictícia Vila Abobrinha, no interior de São Paulo. Possui uma avó paterna, Vó Dita, contadora de "causos" e de histórias folclóricas, envolvendo lendas, tais como a da Mula-sem-cabeça, do Saci, do Lobisomem, do Curupira, dentre outras.
Além de sua namorada, Rosinha, também aparecem em suas histórias: Zé Lelé (seu primo), Zé da Roça (originalmente Zezinho), Hiro (originalmente Hiroshi), Anjo Gabriel (o anjo da guarda do Chico), Dona Marocas (a professora), Nhô Lau (dono de uma plantação de goiabas), seu primo Zeca (que mora numa cidade grande), o Padre Lino, etc. Em duas histórias especiais, foi mostrado o nascimento da irmã do Chico, Mariana; ela morreu na mesma história, tornando-se uma estrela. Ela retorna na segunda história, "Um presente de uma estrelinha", na forma de estrela para conversar com Chico em seu aniversário.
Diferente de outros personagens de Mauricio, Chico Bento sempre foi caracterizado em idade escolar, chegando a frequentar uma escola em suas histórias, apesar de não poder ser considerado um aluno exemplar, pois se atrasa, esquece os deveres, cria histórias de pescador (mentirosas), além de tirar notas baixas.
Nas primeiras tiras de jornal em que apareceu, seu nome era Caiçarinha.

## Repercussão
O personagem chegou a provocar polêmica nos anos 80, uma vez que os diálogos tentam reproduzir por escrito o dialeto caipira, em vez da norma culta do português, sem indicação de erros (como é feito quando o Cebolinha fala "elado"). Muitos alegaram que "[a revista do Chico Bento] ensina às crianças a falarem errado". Outros disseram que "a maneira dos personagens falar é puro preconceito".

## Internacional
Seus desenhos fazem muito sucesso na Itália, onde os shows da Mônica dobravam a audiência com suas histórias, e causaram polêmica em Singapura, pois os radicais islâmicos protestaram sobre ele nadar nu, de forma que as imagens tiveram de receber leve censura.

## Família
O Chico possui dois primos que moram na cidade. Um chama-se Zeca e o outro Eduardo "Cebola". Junto ao personagem, também tem os pais. Eles aparecem em algumas histórias. O primo da cidade do Chico mora em um apartamento em um centro urbano e "Cebola" mora na zona rural na "Toca do Leitão". Os pais de Zeca têm nome e já mudaram de aparência várias vezes, em diversas histórias. Zeca é sempre denominado nas histórias como "Primo" e raramente, é chamado pelo seu nome.

## Chico Bento Moço
Em 2013, começou a ser editada a revista Chico Bento Moço, uma adaptação onde Chico sai de casa para ir estudar Agronomia na cidade grande. A ideia da revista foi inspirada no sucesso da Turma da Mônica Jovem, versão adolescente da Turma da Mônica em estilo mangá.